# Фоулкс, Чарльз (хоккеист на траве)
Чарльз Говард Фоулкс (англ. Charles Howard Foulkes; 1 февраля 1875, Бангалор, Британская Индия — 6 мая 1969, Гэмпшир) — шотландский хоккеист на траве, защитник, тренер; британский военный. Бронзовый призёр летних Олимпийских игр 1908 года.

## Биография
Чарльз Фолкс родился 1 февраля 1875 года в городе Бангалор в Британской Индии (сейчас в Индии).
Учился в Бедфордской современной школе.
Играл в хоккей на траве за «Карлтон» из Эдинбурга.
В 1894 году поступил на службу в британский Корпус королевских инженеров. Воевал в 1898—1899 годах в Сьерра-Леоне, получил медаль «Восточная и Западная Африка». Участвовал во Второй англо-бурской войне. В конце 1902 года вошёл в состав комиссии по англо-французской границе на востоке Нигера, участвовал в экспедиции Кано-Сокото 1903 года. В 1904 году вскоре после операции в Нигерии переведён в Шотландию, где стал руководителем национальной картографической службы. В том же году женится на Дороти Фанни Оки.
В 1908 году вошёл в состав сборной Шотландии по хоккею на траве на летних Олимпийских играх в Лондоне и завоевал бронзовую медаль, которая пошла в зачёт Великобритании. Играл на позиции защитника, провёл 2 матча, мячей не забивал. Был играющим тренером команды.
Незадолго до Олимпиады вошёл в совет созданной Армейской хоккейной ассоциации.
Впоследствии командовал 31-й крепостной ротой на Цейлоне и ротой «L» в английском Четеме.
Участвовал в Первой мировой войне. Был командиром 11-й полевой роты в Первой битве при Ипре. 15 апреля 1915 года стал кавалером ордена Почётного легиона. Вскоре после этого стал главным советником Великобритании по вопросам применения газа и химических веществ в ходе войны. Фоулкс участвовал в подавлении восстаний в Афганистане и Северо-Западной пограничной провинции Индии 1919 года и Вазиристане 1919—1920 годов и рекомендовал использовать там отравляющие газы.
В дальнейшем служил в Ирландии, где руководил инженерами, а затем занимался вопросами пропаганды. Затем возглавлял военные инженерные структуры в Англии. В 1930 году вышел в отставку в звании генерал-майора.
Автор книг Gas! The Story of the Special Brigade (1934), Commonsense and ARP, a practical guide for householders and business managers (1939).
Умер 6 мая 1969 года в британском графстве Гэмпшир.